# Arrondissement de Tournai
Arrondissement de Tournai är ett arrondissement i Belgien.   Det ligger i provinsen Hainaut och regionen Vallonien, i den västra delen av landet, 70 kilometer väster om huvudstaden Bryssel.
Runt Arrondissement de Tournai är det i huvudsak tätbebyggt. Runt Arrondissement de Tournai är det ganska tätbefolkat, med 230 invånare per kvadratkilometer.

## Kommuner
Följande kommuner ingår i arrondissementet;

- Antoing
- Brunehaut
- Celles, Belgien
- Estaimpuis
- Leuze-en-Hainaut
- Mont-de-l'Enclus
- Pecq
- Péruwelz
- Rumes
- Tournai